# Kim Novak

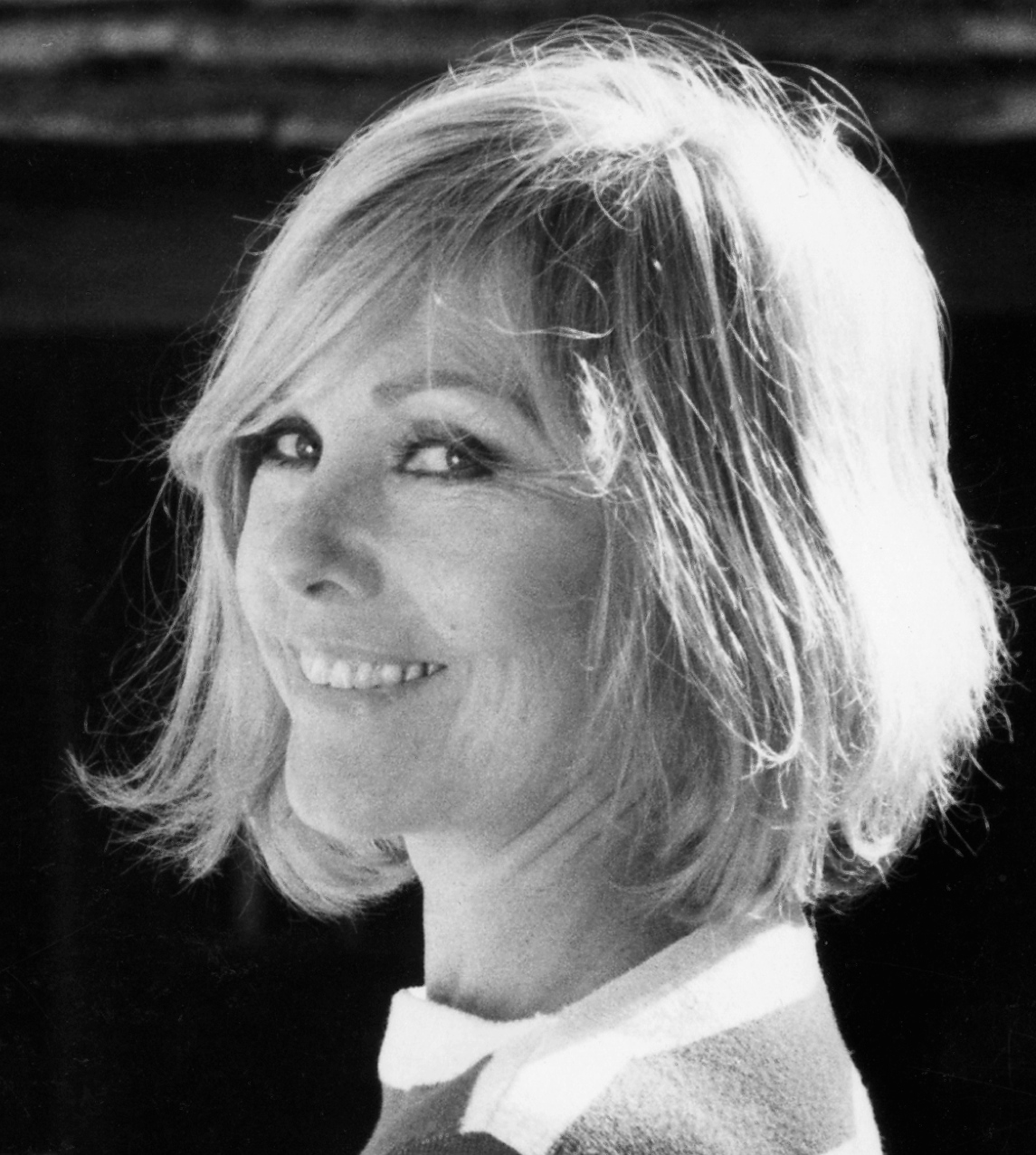
Kim Novak

Kim Novak (* 13. Februar 1933 als Marilyn Pauline Novak in Chicago, Illinois) ist eine US-amerikanische Filmschauspielerin. Ihre Karriere erlebte ihren Höhepunkt in den 1950er und 1960er Jahren. Ihre wohl bekannteste Rolle hatte sie als geheimnisvolle Blondine in Alfred Hitchcocks Filmklassiker Vertigo – Aus dem Reich der Toten.

## Leben
Das Kind tschechischer Einwanderer arbeitete zunächst als Model und wurde dann während eines Aufenthalts in Hollywood für den Film entdeckt. Novak hatte ihren ersten Filmauftritt 1954 in dem RKO-Film Die lockende Venus an der Seite von Jane Russell. Die erste größere Rolle spielte sie bereits im selben Jahr in der Komödie Phffft, in der die Blondine an der Seite von Jack Lemmon einen Monroe-ähnlichen Rollentypus verkörperte. 1955 hatte sie dann den endgültigen Durchbruch mit der Hauptrolle in Picknick an der Seite von Hollywood-Star William Holden. Ein weiterer Kinoerfolg folgte mit Otto Premingers Filmdrama Der Mann mit dem goldenen Arm (1955), in dem sie die Geliebte eines Drogensüchtigen, verkörpert von Frank Sinatra, spielte. Im folgenden Jahr war sie die Partnerin von Tyrone Power in der Filmbiografie Geliebt in alle Ewigkeit über das Leben des Jazzmusikers Eddy Duchin. Bereits 1956 wurde Kim Novak auf Platz 9 der jährlich veröffentlichten Quigley’s Top Ten Money Making Stars Poll gelistet.

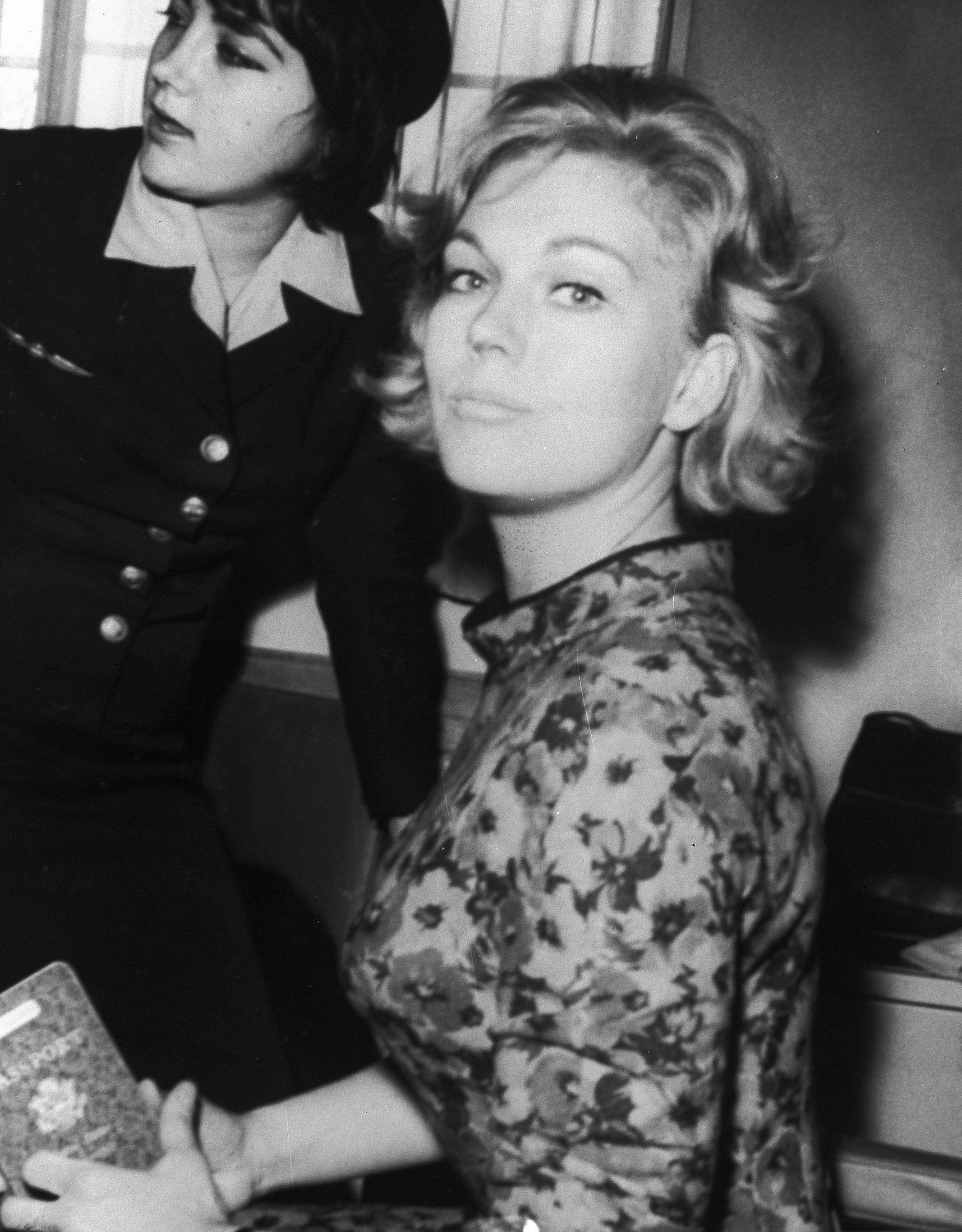
Novak in Madrid (1962)

Erneut mit Sinatra als auch mit Rita Hayworth zu sehen war Novak 1957 in dem Musicalfilm Pal Joey, in dem sie die Tänzerin Linda English darstellte. Eine weitere Titelrolle spielte sie in der Filmbiografie Jeanne Eagels über das kurze Leben der drogensüchtigen Schauspielerin. Einen ihrer bekanntesten Auftritte hatte sie in Hitchcocks Psychothriller Vertigo – Aus dem Reich der Toten (1958) als mysteriöse Frau, die es zweimal zu geben scheint. Der Film scheiterte zwar an der Kinokasse, zählt aber heute bei vielen Kritikern zu den besten Filmen aller Zeiten. Mit ihrem Filmpartner in Vertigo, James Stewart, trat Novak noch im selben Jahr in der Fantasy-Komödie Meine Braut ist übersinnlich in der Rolle einer verliebten Hexe auf. Einen weiteren Erfolg verbuchen konnte sie an der Seite von Fredric March im Filmdrama Mitten in der Nacht (1959); ihre Darstellung in diesem Film bezeichnete sie im Nachhinein als ihre beste.
Bei mehreren Filmen arbeitete Novak mit Regisseur Richard Quine zusammen, so etwa bei Fremde, wenn wir uns begegnen (1960) und Noch Zimmer frei (1962). Nach Erfolgen an der Seite so bekannter Partner wie Frank Sinatra, James Stewart, Kirk Douglas und James Garner, wobei sie meist die kühle Blondine spielte, wurde es Mitte der 1960er Jahre ruhiger um sie. Zwar spielte sie 1964 noch einen Filmstar in Billy Wilders zynischer Komödie Küss mich, Dummkopf (1964), doch dieser wurde erst Jahrzehnte später zu einem Erfolg bei Kritik und Publikum. Auch Große Lüge Lylah Clare (1968) unter der Regie von Robert Aldrich floppte. Nach diesen Misserfolgen drehte Novak nur noch sporadisch Filme. Sie hatte lediglich noch in dem Miss-Marple-Spielfilm Mord im Spiegel (1980) neben Tony Curtis, Rock Hudson, Liz Taylor und Angela Lansbury einen viel beachteten Auftritt. Außerdem verpflichtete man sie als Gaststar für eine Staffel der damals sehr erfolgreichen US-Serie Falcon Crest. 1991 drehte sie mit Liebestraum ihren letzten Film.
Mit einer Anspielung auf ihre Person arbeitet der 1998 veröffentlichte Roman Kim Novak badete nie im See von Genezareth des schwedischen Schriftstellers Håkan Nesser. In dem Buch, das unter demselben Titel 2005 als Film erschien, soll die Figur Ewa Kaludis, im Film gespielt von Helena af Sandeberg, in ihrer äußeren Erscheinung starke Ähnlichkeit mit Novak aufweisen.

## Privates
Während der Dreharbeiten zum Film Fremde, wenn wir uns begegnen 1959 wurden Novak und der Regisseur Richard Quine ein Paar. Das im Film errichtete modernistische Haus (von Carl Anderson und Ross Bellah) sollte nach Beendigung der Dreharbeiten Novak und Quine als Hochzeitsgeschenk vermacht werden. Da sich die Heiratspläne aber zerschlugen, bezog Quine das Haus später allein. Novak soll auch Beziehungen mit Sammy Davis, Jr., Ramfis Trujillo Martínez und Michael Brandon gehabt haben.

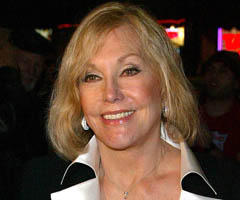
Kim Novak (2004)

Von 1965 bis zur Scheidung 1966 war sie mit dem britischen Schauspieler Richard Johnson (1927–2015) verheiratet. Im Jahr 1974 traf sie den sechs Jahre jüngeren Veterinärmediziner Robert Malloy, mit dem sie von 1976 bis zu seinem Tod 2020 verheiratet war.
Kim Novak lebt heute weitgehend zurückgezogen auf ihrer Farm in Oregon, erscheint aber noch gelegentlich auf Filmfestivals oder gibt Interviews. Bei den Internationalen Filmfestspielen von Cannes war sie 2013 Ehrengast. Auch bei der Oscarverleihung 2014 hatte sie einen Auftritt. Im Jahr 2015 besuchte sie Tschechien, das Heimatland ihrer Vorfahren.
Novak wollte seit ihrer Jugend Malerin werden. Diesen Wunsch erfüllte sie sich nach ihrem Rückzug von Hollywood, ihre Werke sind ausgestellt worden und waren käuflich erhältlich.

## Filmografie
- 1953: Die lockende Venus (The French Line) – Regie: Lloyd Bacon
- 1954: Schachmatt (Pushover) – Regie: Richard Quine
- 1954: Eine glückliche Scheidung (Phffft) – Regie: Mark Robson
- 1955: 5 Against the House – Regie: Phil Karlson
- 1955: Sindbads Sohn (Son of Sinbad) – Regie: Ted Tetzlaff
- 1955: Der Mann mit dem goldenen Arm (The Man with the Golden Arm) – Regie: Otto Preminger
- 1955: Picknick (Picnic) – Regie: Joshua Logan
- 1956: Geliebt in alle Ewigkeit (The Eddy Duchin Story) – Regie: George Sidney
- 1957: Ein Herzschlag bis zur Ewigkeit (Jeanne Eagels) – Regie: George Sidney
- 1957: Pal Joey – Regie: George Sidney
- 1958: Vertigo – Aus dem Reich der Toten (Vertigo) – Regie: Alfred Hitchcock
- 1958: Meine Braut ist übersinnlich (Bell Book and Candle) – Regie: Richard Quine
- 1959: Mitten in der Nacht (Middle of the Night) – Regie: Delbert Mann
- 1960: Fremde, wenn wir uns begegnen (Strangers When We Meet) – Regie: Richard Quine
- 1960: Pepe – Was kann die Welt schon kosten (Pepe) – Regie: George Sidney
- 1962: Noch Zimmer frei (The Notorious Landlady) – Regie: Richard Quine
- 1962: Sexy! (Boys’ Night Out) – Regie: Michael Gordon
- 1964: Der Menschen Hörigkeit (Of Human Bondage) – Regie: Ken Hughes
- 1964: Küss mich, Dummkopf (Kiss Me, Stupid) – Regie: Billy Wilder
- 1965: Die amourösen Abenteuer der Moll Flanders (The Amorous Adventures of Moll Flanders) – Regie: Terence Young
- 1968: Große Lüge Lylah Clare (The Legend of Lylah Clare) – Regie: Robert Aldrich
- 1969: Hochwürden dreht sein größtes Ding (The Great Bank Robbery) – Regie: Hy Averback
- 1973: Heiraten wir morgen (The Third Girl from the Left, Fernsehfilm) – Regie: Peter Medak
- 1973: Geschichten, die zum Wahnsinn führen (Tales That Witness Madness) – Regie: Freddie Francis
- 1975: Satan’s Triangle (Fernsehfilm) – Regie: Sutton Roley
- 1977: Der weiße Büffel (The White Buffalo) – Regie: J. Lee Thompson
- 1978: Schöner Gigolo, armer Gigolo – Regie: David Hemmings
- 1980: Mord im Spiegel (The Mirror Crack’d) – Regie: Guy Hamilton
- 1983: Malibu (Fernsehfilm) – Regie: E. W. Swackhamer
- 1986–1987: Falcon Crest (Fernsehserie, 19 Folgen)
- 1990: Meine liebe Rose (The Children) – Regie: Tony Palmer
- 1991: Todestraum – Der letzte Zeuge schweigt (Liebestraum) – Regie: Mike Figgis

## Auszeichnungen
1955 wurde sie mit dem Golden Globe als beste Nachwuchsdarstellerin ausgezeichnet, 1957 erhielt sie mit dem „Henrietta Award“ eine weitere Spezialauszeichnung dieses Filmpreises. Auf der Berlinale wurde sie 1997 mit dem Goldenen Ehrenbären für ihr Lebenswerk geehrt. Kim Novak hat auch seit 1960 einen Stern auf dem Hollywood Walk of Fame. Außerdem verewigte sie 2012 ihre Hand- und Fußabdrücke vor dem TCL Chinese Theatre.
Im Rahmen der Internationalen Filmfestspiele von Venedig 2025 wurde ihr der Goldene Löwe als Ehrenpreis für ein Lebenswerk zuerkannt.

## Dokumentation
- Kim Novak - Rebellin im Starsystem. Regie: Jessica Menendez, ARTE F, Frankreich, 53 Minuten, 2022